# Rheotanytarsus quadratus
Rheotanytarsus quadratus är en tvåvingeart som beskrevs av Wang och Guo 2004. Rheotanytarsus quadratus ingår i släktet Rheotanytarsus och familjen fjädermyggor. Inga underarter finns listade i Catalogue of Life.